# Listy portugalskie
Listy portugalskie (j.fran.Lettres portugaises traduites en français) – utwór literacki wydany w 1669 we Francji, zawierający pięć listów miłosnych portugalskiej zakonnicy do francuskiego oficera, uznawany przez badaczy za arcydzieło literatury światowej oraz przykład wczesnej powieści epistolarnej. Od momentu wydania utwór cieszył się nadzwyczajną popularnością wśród czytelników, a kwestia ich autentyczności i autorstwa stała się przedmiotem dyskusji badaczy i myślicieli na przestrzeni kolejnych wieków.

## Okoliczności powstania
Listy portugalskie zostały opublikowane 4 stycznia 1669 w Paryżu, przez wydawnictwo Claude’a Barbin i poprzedzone bardzo krótkim wstępem do czytelnika, w którym wydawca wyjaśniał, że udało mu się z trudem ocalić kopię tłumaczenia listów oraz podkreślał, że nie wie, kto był ich adresatem ani tłumaczem na język francuski. Popularność utworu skłoniła wydawcę do reedycji w tym samym roku. Kolejny raz (w 1669) utwór opublikowano, jeśli wierzyć metryce książki, za granicą, w Kolonii, a więc poza zasięgiem francuskiej oraz kościelnej jurysdykcji, w fikcyjnym wydawnictwie Pierre Marteau. W wydaniu tym zmieniono tylko jedno zdanie przedmowy, ujawniając tożsamość odbiorcy oraz tłumacza. Domniemanym adresatem listów miał być francuski szlachcic Kawaler de Chamilly, w latach 1663-1668 biorący udział w walkach o niepodległość Portugalii, a ich tłumaczem Guilleragues, ówczesny dyrektor Gazette de France, intelektualista i dyplomata. Co do autorki listów przyjęło się twierdzić, że była nią portugalska zakonnica o imieniu Marianna, co zresztą wynikało z tekstu. Istnienie mniszki potwierdzili badacze portugalscy w XIX wieku. Miała to być Marianna Alcoforado (1640-1723) żyjąca we franciszkańskim klasztorze w Beja (Portugalia). Jej postać obrosła legendą, portugalscy literaturoznawcy włączyli ją do panteonu literatury portugalskiej i wytrwale poszukiwali oryginałów listów.
Na początku XX wieku rozgorzała dyskusja, w wyniku której francuscy i niemieccy badacze udowodnili zbieżność stylistyczną listów z innymi utworami epoki
oraz ostatecznie przypisali autorstwo Gabrielowi de Guilleragues. Literaturoznawcy portugualscy przyjęli, co prawda, tezę o istnieniu francuskiego autora, niemniej jednak twierdzili nadal, iż musiał on się wzorować na prawdziwych listach pisanych po portugalsku i  powoływali się na bezsporny fakt istnienia portugalskiej zakonnicy.

## Struktura i treść
Utwór składa się z pięciu krótkich listów miłosnych (I list - ok. 1000 słów, II list - ok. 2500 słów, III list - ok. 1200 słów, IV list - ok. 1100 słów, V list - ok. 2400 słów), opisujących uczucia młodej mniszki Marianny do niewymienionego z nazwiska francuskiego oficera, napisanych wkrótce po rozstaniu z nim. Ponieważ w utworze nie zamieszczono odpowiedzi, można uznać, iż jest on pewną formą monologu wewnętrznego. Z listu na list uczucia Marianny przechodzą stopniową ewolucję, od bezwarunkowej miłości, tęsknoty za ukochanym i nadziei na jego powrót (I list), poprzez rezygnację i chęć zachowania przynajmniej dobrych wspomnień (II list), szukanie usprawiedliwień dla jego odejścia (III list), wreszcie prowokującą ironię (IV list), aż po końcowy chłód, oficjalny ton oraz ostateczne zerwanie kontaktów (V list). Specjaliści wskazują na mistrzostwo stylu, który niejednokrotnie poświęca dominującą w tamtych czasach formalną elegancję na rzecz naturalności i spontaniczności. Niektórzy krytycy upatrują w strukturze i wymowie Listów aluzji do antycznej tragedii w pięciu aktach. Jeszcze inni zwracają uwagę na fakt, że ich forma i styl oddają doskonale przenikające je decrescendo emocjonalne.

## Znaczenie utworu
Popularność utworu przyczyniła się do rozkwitu powieści epistolarnej w XVII i XVIII wieku oraz była zwiastunem zbliżającego się sentymentalizmu. W samym tylko 1669 krążyło po całej Europie przynajmniej pięć wydań książki, dwa Claude’a Barbin i trzy pirackie. Jeszcze w tym samym roku, 20 sierpnia, wydawnictwo Claude’a Barbin, odpowiadając na zapotrzebowanie, wydało drugą część książki, zawierającą siedem kolejnych listów, które jednak niewiele miały wspólnego z poprzednimi pięcioma. Zaraz po nich pojawiły się liczne odpowiedzi Kawalera de Chamilly. W następnych latach intensywność wydań nie zmniejszyła się. Zaczęto nazywać terminem une portugaise, list pisany przez kobietę w stanie uniesienia uczuciowego. Kontrowersyjny temat (miłość zakonnicy) budził zainteresowanie nie tylko czytelników i badaczy, ale także innych twórców, którzy przez kolejne wieki wykorzystywali go w swoich dziełach jako motyw czy fetysz. Listy były również wielokrotnie tłumaczone na inne języki, przy czym często przez znanych pisarzy, np. Roger L'Estrange na angielski, Arthur van Schendel na holenderski, Luigi Siciliani na włoski, Rainer Maria Rilke na niemiecki (tłumaczenie uznawane za kongenialne), Stanisław Przybyszewski na polski, Eugénio de Andrade na portugalski. Niepewność co do tożsamości autora Listów wywołała dyskusję wśród klasycystycznych intelektualistów epoki Baroku, czy kobieta w ogóle jest zdolna do napisania takich listów, sceptycyzm wyrażał m.in. Jean-Jacques Rousseau. Z czasem dyskusja ta przerodziła się w rozważania na temat ogólnej kondycji kobiety w społeczeństwie, a w drugiej połowie XX w. została podchwycona przez nurty feministyczne.

## Polskie tłumaczenia
W 1908, na fali ogólnoeuropejskiego zainteresowania Listami, Stanisław Przybyszewski zamieścił artykuł pt. Listy miłosne Marianny d'Alcoforado omawiający ich autorstwo z dołączonymi tłumaczeniami dwóch z pięciu listów w czasopiśmie Ateneum (Warszawa), R. 4, t. 1, z. 1/2, s. 46-62. Kompletne tłumaczenie zostało następnie wydane w formie książki.
- Listy miłosne Marianny d'Alcoforado, przekład i wstęp Stanisław Przybyszewski, Lwów: J.Maniszewski, Warszawa: E.Wende, 1911[23]

W 1980 ukazało się tłumaczenie oparte na wydaniu Listów opracowanym przez francuskich badaczy F. Deloffre i J. Rougeot, przypisującym autorstwo Gabrielowi de Guilleragues:
- Listy portugalskie, Gabriel-Joseph de Lavergne de Guilleragues, przełożyła i wstępem poprzedziła Danuta Danek, Warszawa: PIW, 1980

W 2007 ukazała się płyta CD z nagraniem audio: 
- Listy miłosne, Marianna Alcoforado, przełożyli Krystyna i Krzysztof Pruscy, Łódź: Księgarnia Litera,  2007 (2CD audio - czyta: Karolina Gruszka)